# Fred Cohen
Frederick B. Cohen (nacido 1956) es un científico computacional norteamericano. Creó la definición de "virus informático". Es conocido por sus trabajos pioneros sobre los virus informáticos, por el desarrollo de los sistemas operativos de alta integridad y la automatización de las funciones en la administración de protección.
En 1983, cuando era alumno de la Escuela de Ingeniería de la Universidad del Sudeste de California, actualmente conocida como Escuela de Ingeniería Viterbi, escribió un programa computacional para crear una aplicación parásita, uno de los primeros virus de computadora, en la clase de Leonard Adleman. Era un programa sencillo a modo de experimento, el cual podía "infectar" ordenadores, replicarse y extender sus copias de una máquina a otra. Esto lo conseguía oculto en el código de un programa legítimo, que podía cargarse mediante disco flexible.
Cohen postuló en 1987 que ningún algoritmo sería capaz de detectar todos los posibles virus. Otros investigadores han demostrado que es cierto.
Fred Cohen ha escrito más de 60 publicaciones profesionales y 11 libros.